# جيش التحرير التكافلي
جيش التحرير التكافلي (بالإنجليزية: Symbionese Liberation Army)‏ هو مجموعة إرهابية أمريكية بين عامي 1973 و1975 أطلقت على نفسها صفة جيش طليعي ثوري. وكان قائد تلك المجموعة دونالد ديفريز. قامت المجموعة بعمليات سطو على بنوك وجريمتي قتل وأعمال عنف أخرى.
اشتهرت المجموعة عالميا حينما اختطفت باتي هيرست الوريثة الإعلامية ذات التسعة عشر عاما مع صديقها ستيفن ويد أثناء إقامتهما في المنزل في بيركلي في كاليفورنيا. ذهل العالم كله حينما بثت هيرست رسائل صوتية أذيعت وسائل الإعلام تدين فيها والديها وتعلن انضمامها إلى المجموعة الإرهابية. واشتركت في نشاطاتهم الغير شرعية. وادعت هيرست فيما بعد أنها احتجزت واعتدي عليها جنسيا وجرى لها غسيل دماغي.
انتهى نشاط المجموعة باعتقال أفرادها في عام 1975.